# Стокман, Пауль
Пауль Стокман (нем. Paul Stockmann; около 1602 года, Бад-Лаухштедт — 9 сентября 1636, Лютцен) — немецкий пастор и поэт.
Служил лютеранским проповедником при дворе короля Швеции Густава Алольфа. Переехал в Виттенберг и Лейпциг, затем служил пастором в Лютцене. Автор слов гимна «Jesu Leiden, Pein und Tod».